# 동의보감
《동의보감》(東醫寶鑑)은 허준(1539∼1615)이 선조의 명을 받아 중국과 한국의 한의학 서적들을 하나로 모아 발간한 백과사전으로서, 1596년(선조 29)부터 편찬하여 1610년(광해 2)에 완성된 의학서이다. 당시 의학을 집대성했다는 평가를 받고 있다.
허준이 직접 간행에 관여하여 나온 동의보감의 어제본은 국립중앙도서관과 한국학중앙연구원에 소장 중으로, 각각 국보 319호와 319-2호로 지정되었으며, 2009년 7월 31일 유네스코 세계기록유산으로 등록되었다.

## 집필
1569년 6월, 부제학 유희춘은 허준을 이조판서 홍담에게 내의원 의원직으로 천거한다. 1590년 허준은 광해군의 두창을 치료한 공로로 정3품 통정대부(당상관)의 작위를 받고, 1596년, 광해군의 병을 치료한 공로로 정2품 정헌대부의 작위를 받았다.
궁중 내의였던 허준은 1596년(선조 29) 왕명을 받아 정작(鄭碏), 이명원(李命源), 양예수(楊禮壽), 김응탁(金應鐸), 정예남(鄭禮男) 등 여러 명과 함께 편찬에 착수하기 시작했다. 하지만 1년뒤 정유재란으로 편찬이 중단, 전쟁이 끝나고 허준 혼자 편찬을 했다.

## 판본
《동의보감》의 판본은 다음이 있다.
- 조선 간본은 총 7종이.[5]
  - 내의원활자 초간본(초판 완질 어제본)(1613)
  - 전남관찰영 간본(1648 이전)[6]
  - 호남관찰영 개간본(호남관찰영 전주장본 1711)
  - 기해 내의원교정 영영개간본(영남관찰영 대구장본 1779)
  - 갑술 내의원교정 영영개간본(1814)
  - 갑술 내의원교정 완영중간본(1814)
  - 갑술완영중간본의 번각본(19세기 중후반)

- 중국 간본
  - 《동의보감》 초간본(1763)
  - 재간본(1796, 江寧, 敦化堂)
  - 광서번각본(1890) — 일본판을 저본으로 한 것으로 알려져 있다.
  - 민국상해석인본,
  - 대만영인본
- 일본 간본 — 일본 에도시대(江戶時代)에 의가(醫家)들 반드시 읽어야 할 방서로서 널리 전파되었다.
  - 《동의보감》 초간본(梱井藤兵衛, 京都書林, 1724)
  - 《동의보감》(1799)
  - 《원원통》 훈점 재간본(大阪書林, 1799)

현재 규장각, 장서각, 국립중앙도서관 등에 있으며, 1986년에 태학사에서 1613년의 활자본 및 그 이후의 중간본을 탕액편만 모아 영인한 적이 있다.
국립중앙도서관과 한국학중앙연구원에 소장 중인 동의보감 어제본은 2009년 7월 31일 그 가치를 인정받아 바베이도스의 수도 브리지타운에서 열린 유네스코 제9차 세계기록유산 국제자문위원회에 의해 대한민국의 7번째 세계기록유산으로 등재되었다. 이는 동양의학서적으로는 최초이며  한편 동의보감에서는 한국의 의학서적뿐만 아니라 체계적으로 신병(身病)에 관해서 동양의 주요 의학서적들을 검증하여 언급하고 있는 점이 높이 평가된다.
2025년 7월에는 허준의 동의보감 초고본이 처음으로 발견되었다. 출판을 목적으로 집필한 첫 원고로 평가되며, 1592년 4월이라는 묵기(墨記)가 있어 선조의 집필 명령 이전에 독자적으로 준비하던 내용임을 알 수 있다.

### 번역본
한국학 중앙연구원에는 궁중에서 쓰던 19세기에 번역된 한글본을 소장하고 있는데 이것은 궁체풍의 반흘림체로 풀어 쓴 것이다. 현재 전하는 조선시대의 유일한 한글 번역본이다. '내경' 편의 1·3·5권만 남아 있다. 1권 앞부분에 전체 25권의 목차가 실려 있다.

## 내용
내용은 내과학인 내경편(內景篇), 외과학인 외형편(外形篇), 잡병편, 약방 관계의 탕액편(湯液篇), 침구편 등으로 되어 있으며, 각 편마다 여러 항목이 있고, 각 항목마다 소제목들과 단방(單方), 침구법(針灸法)이 있다. 전체적인 구조는 다음과 같다.
총론
- 총론
- 인용서
- 동의수서보감과 비교
- 천지운기
- 심병(진찰)
- 변증
- 진맥
- 용약

내경편(内景篇)（전4권)
- 1권: 신형(身形), 정(精), 기(氣), 신(神)
- 2권: 혈(血), 몽(夢), 성음(聲音), 언어(言語), 진액(津液), 담음(痰飮)
- 3권: 오장육부(五臟六腑), 간장(肝臟), 심장(心臟), 비장(脾臟), 폐장(肺臟), 신장(腎臟), 담부(膽腑), 위부(胃腑), 소장부(小腸腑), 대장부(大腸腑), 방광부(膀胱腑), 삼초부(三焦腑), 포(胞), 충(蟲)
- 4권: 소변(小便), 대변(大便)

외형편(外形篇) (전4권)
- 1권: 두(頭), 면(面), 안(眼)
- 2권: 이(耳), 비(鼻), 구설(口舌), 치아(齒牙), 인후(咽喉), 경항(頸項), 배(背)
- 3권: 흉(胸), 유(乳), 복(腹), 제(臍), 요(腰), 협(脇), 피(皮), 육(肉), 맥(脈), 근(筋), 골(骨)
- 4권: 수(手), 족(足), 모발(毛髮), 전음(前陰), 후음(後陰)

잡병(雜病編) (전11권)
- 1권: 천지운기(天地運氣), 심병(審病), 변증(辨證), 진맥(診脈), 용약(用藥), 토(吐), 한(汗), 하(下)[10]
- 2권: 풍(風), 한상(寒上)[11]
- 3권: 한하(寒下)[11], 서(暑), 습(濕), 조(燥), 화(火)
- 4권: 내상(內傷), 허로(虛勞)
- 5권: 곽란(霍亂), 구토(嘔吐), 해수(咳嗽)
- 6권: 적취(積聚), 부종(浮腫), 창만(脹滿), 소갈(消渇), 황달(黃疸)
- 7권: 학질(瘧疾), 온역(瘟疫), 사수(邪祟), 옹저상(癰疽上)[11]
- 8권: 옹저하(癰疽下)[11], 제창(諸瘡)
- 9권: 제상(諸傷), 해독(解毒), 구급(救急), 괴질(怪疾), 잡방(雜方)
- 10권: 부인(婦人)
- 11권: 소아(小兒)

탕액편(湯液編) (전3권)
- 1권: 탕액서례(湯液序例), 수부(水部), 토부(土部), 곡부(穀部), 인부(人部), 금부(禽部), 수부(獸部)
- 2권: 어부(魚部), 충부(蟲部), 과부(果部), 채부(菜部), 초부상(草部上)[11]
- 3권: 초부하(草部下)[11], 목부(木部), 옥부(玉部), 석부(石部), 금부(金部)

침구편(鍼灸編) (전1권)
- 1권: 침구(鍼灸, 침과 뜸)

## 동의보감의 특징
《동의보감》은 내용이 매우 체계적으로 잘 짜여져 있고, 각 병마다 처방을 풀이한 체제로 되어 있어 활용하기에 편하여서, 조선뿐만 아니라 일본과 중국에서도 여러 번 출판되었다.
《동의보감》의 특징은 본문이 거의 대부분 인용문으로 되어 있는 것이다. 각 소제목별 본문은 편저자가 직접 기술한 내용이 아니라, 당시 사용하던 여러 서적에서 인용한 것이다. 총 25권의 책에 실린 모든 본문에 대해 인용 출처를 밝혔고, 이러한 인용을 자신이 편집한 맥락에 맞추어 재해석했다는 점에서 가치가 인정된다. 180여권이 넘는 의학서적이 인용되었으며, 여기에 도가, 역사, 유교, 불가 서적 등 더해져 총 200여권의 책이 인용되었다. 이것은 당시 다양한 관점의 의학 저서를 하나의 관점에서 통합·정리한 것으로, 당시 의학을 집대성했다는 평가를 받는 동시에 중국 의서의 짜깁기라는 비판을 동시에 받는다.
동의보감은 조선의 의서인 《의방유취》와 《향약집성방》을 비롯해,  본초강목 등 중국의 의서 86종과 민간에 내려오던 요법까지 포함하고 있다. 19세기까지 서양에선 등장하지 않았던 '국민의 보건의료에 대한 책무가 국가에 있다.'는 근대적 이념을 형성하고 있다. 실용성을 중요하게 여겨 쉽게 구할 수 있는 약물재료를 바탕으로 병이 생기기 전에 치료한다는 `양생`의 개념을 적극 제시하고 있다.

## 문화재 지정
- 동의보감 (국보 제319-1호
- 동의보감 (국보 제319-2호)
- 동의보감 (국보 제319-3호)

## 같이 보기
- 동의보감언해
- 한의학
- 허준
- 대한민국의 세계유산
- 언해구급방
- 메드라인플러스 - 오늘날의 동의보감에 해당하는, 일반인을 위한 세계 최대 의학정보 데이터베이스
- 약보(藥補)
- 식보(食補)
- 행보(行補)

## 참고 자료
- 한권으로 읽는 동의보감, 1999, 김남일외, 들녘
- 이 문서에는 다음커뮤니케이션(현 카카오)에서 GFDL 또는 CC-SA 라이선스로 배포한 글로벌 세계대백과사전의 〈*〈양반관료의 문화〉〉 항목을 기초로 작성된 글이 포함되어 있습니다.
- 본 문서에는 서울특별시에서 지식공유 프로젝트를 통해 퍼블릭 도메인으로 공개한 저작물을 기초로 작성된 내용이 포함되어 있습니다.
- 박훈평, 17-18세기 조선 간행 동의보감 목판본에 대한 서지학적 연구, 한국의사학회지 :28(1)